# Přemysl Breník
Přemysl Breník (23. září 1910 – 6. března 1988) byl český strojař, elektrotechnik, vysokoškolský pedagog a druhý rektor Vysoké školy strojní a elektrotechnické v Plzni.
Absolvoval strojní inženýrství na Českém vysokém učení technickém v Praze. Nejprve nastoupil jako praktikant konstrukce automobilů a leteckých motorů firmy Walter, pak byl přijat jako asistent v Ústavu obráběcích strojů a obrábění na ČVUT Praha. Od roku 1939 pracoval ve Škodových závodech v Plzni. V roce 1955 byl jmenován profesorem na Vysoké škole strojní a elektrotechnické v Plzni, kde byl následně v letech 1956-66 rektorem. Vedl katedru konstrukce strojů a později katedru výrobních strojů.